# Jacadi
Pour l’article ayant un titre homophone, voir Jacques a dit.
Jacadi est une entreprise et une marque française de prêt-à-porter haut-de-gamme spécialisée dans les vêtements d'enfant de 0 à 12 ans. 
Elle a été créée à Boulogne-Billancourt (92) en 1976 par Patrick et Christina Hamelle, Anne Lefort, et Patrick Harmand.  (voir journal Entreprendre no 16  octobre 1987).  
S'inspirant des tenues vestimentaires de la France de la Belle Époque, Jacadi propose des listes de naissance personnalisées dans certains magasins ou directement sur leur site. 
Jacadi fait partie du groupe ÏDGroup.
En 2016, Jacadi lance « Le Bébé Jacadi » sa première ligne de soins pour les tout-petits, en partenariat avec le laboratoire Sensitive Biology Therapy (SBT).
A fin novembre 2018 Jacadi dispose en France de 110 points de vente.

## Concurrents en France
- Sergent Major
- Tartine et Chocolat
- Cyrillus
- Petit Bateau
- Du Pareil au Même